# Concordat de 1753
El concordat de 1753 va ser un tractat entre Espanya i la Santa Seu en el marc del regnat de Ferran VI d'Espanya. El concordat va suposar un abans i un després en les relacions entre els monarques espanyols i els papes, amb unes disposicions summament favorables del costat reial, que resolia antigues controvèrsies com el patronat reial i que, en definitiva, donava a la monarquia espanyola altes quotes de regalisme.

## Antecedents
Si bé la lluita pel regalisme no és quelcom nou, car havia estat una tònica des dels Reis Catòlics i la dinastia dels Àustries. Tenia l'Església dins la monarquia grans prerrogatives, com el control absolut dels assumptes temporals a les colònies americanes, intacta des de l'època dels Reis Catòlics, però també havia ampliat la seva influència precisament durant el regnat del darrer Àustria, Carles II, durant el qual l'autoritat reial no es preocupa de lluitar per les seves pròpies prerrogatives. Tanmateix, una de les majors controvèrsies que es va mantenir al llarg del període va ser la qüestió del patronat reial.
La tensió entre estat i església té una gran importància a partir de la instauració de la Casa de Borbó en el tron espanyol. Les primeres tensions entre el govern borbònic i el papat apareixen ben aviat, durant la Guerra de Successió. Felip V enmig de la campanya militar necessitava obtenir recursos econòmics i l'Església espanyola era una font de riquesa important, el 1707 exigeix la contribució econòmica del clergat, a la qual es va oposar el papa Climent XI, però el clergat era majoritàriament filipista i acabaren pagant. Des de l'inici de la guerra, Climent XI havia mantingut una conducta ambigua respecte al conflicte successori, però el 1709, el papa es mostra favorable a la causa austríaca i reconeix oficialment al pretendent Carles d'Àustria; Felip V podia representar per a Climent un segon Lluís XIV, monarca francès que havia arribat al cúspide del regalisme, posant l'Església al servei de la monarquia absoluta, més encara quan el monarca espanyol era també sobirà d'importants territoris a Itàlia com Milà i Nàpols.
El 1713, el cardenal Belluga, religiós profundament antirregalista, va obtenir d'Innocenci XIII la butlla Apostolici Ministerii, amb la qual es permetia la reforma del clergat espanyol, iniciativa que va topar amb les protestes dels partidaris del regalisme, però també de nombrosíssimes comunitats i ajuntaments. Les negociacions posteriors seguiran sent tibants, el 1737 es signa un primer concordat, però que no aconseguia satisfer a cap de les parts, esdevenint paper mullat i sense efectes pràctics.

## Negociacions de La Ensenada
Amb l'arribada al tron de Ferran VI, el seu ministre el marquès de la Ensenada va iniciar els tràmits i les negociacions amb la cort pontifícia, durant les quals es van realitzar les correctes i rectes interpretacions dels cànons de l'Església i, en definitiva, es va deixar ben establert els afers que pertanyien a Déu, i quins pertanyien al monarca. Amb la signatura del nou concordat, el rei i el papa canviaven els seus posicionaments respecte als assumptes temporals de l'Església. S'afirma que gràcies a les magnífiques gestions d'Ensenada, Benet XIV va mostrar-se generós en la signatura del concordat, el més favorable que havia tingut Espanya fins aquella data.
El concordat va ser ratificat per Ferran VI el 31 de gener de 1753 i per Benet XIV el 20 de febrer del mateix any.

## Acords
Correspon al monarca:

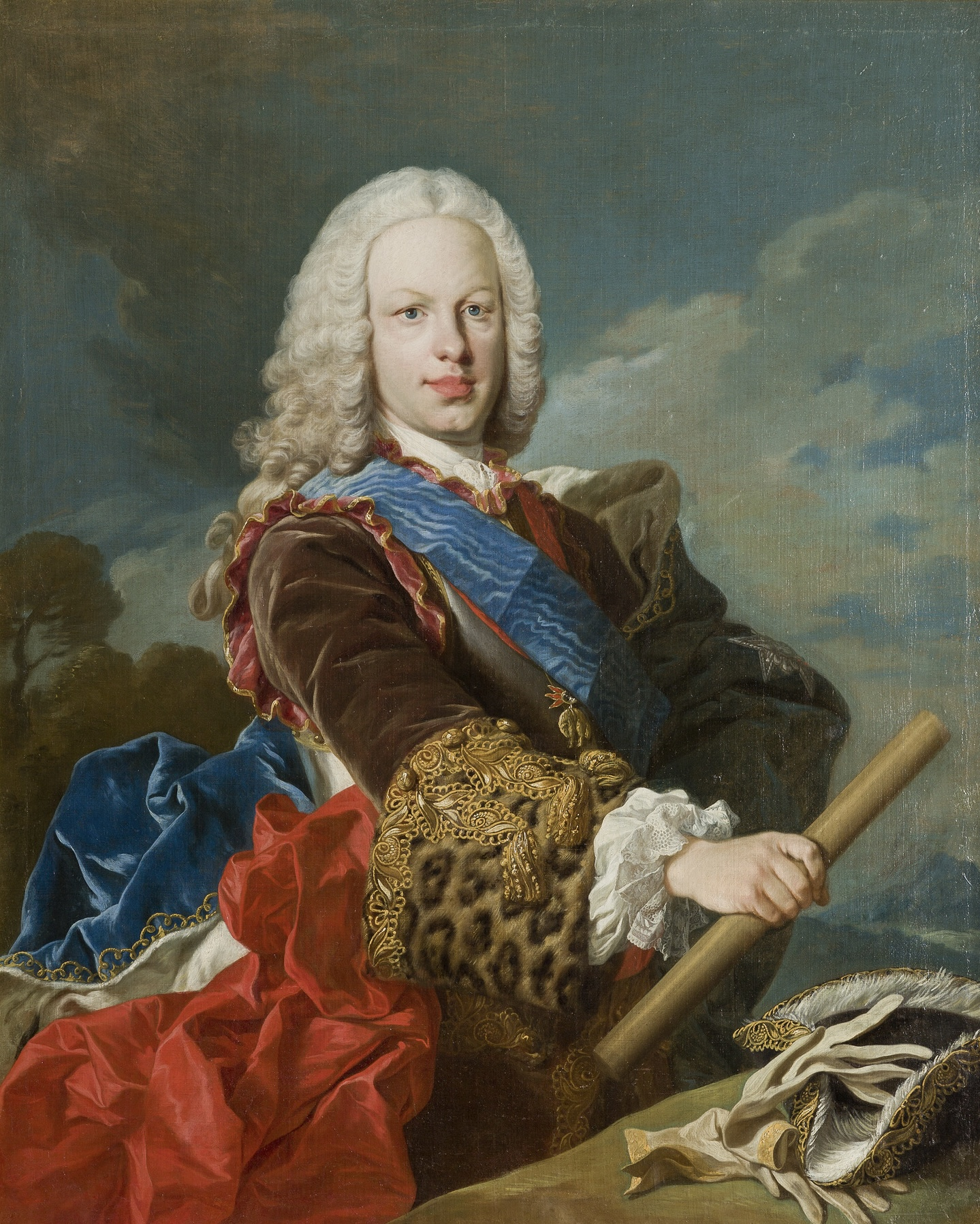
Ferran VI d'Espanya.

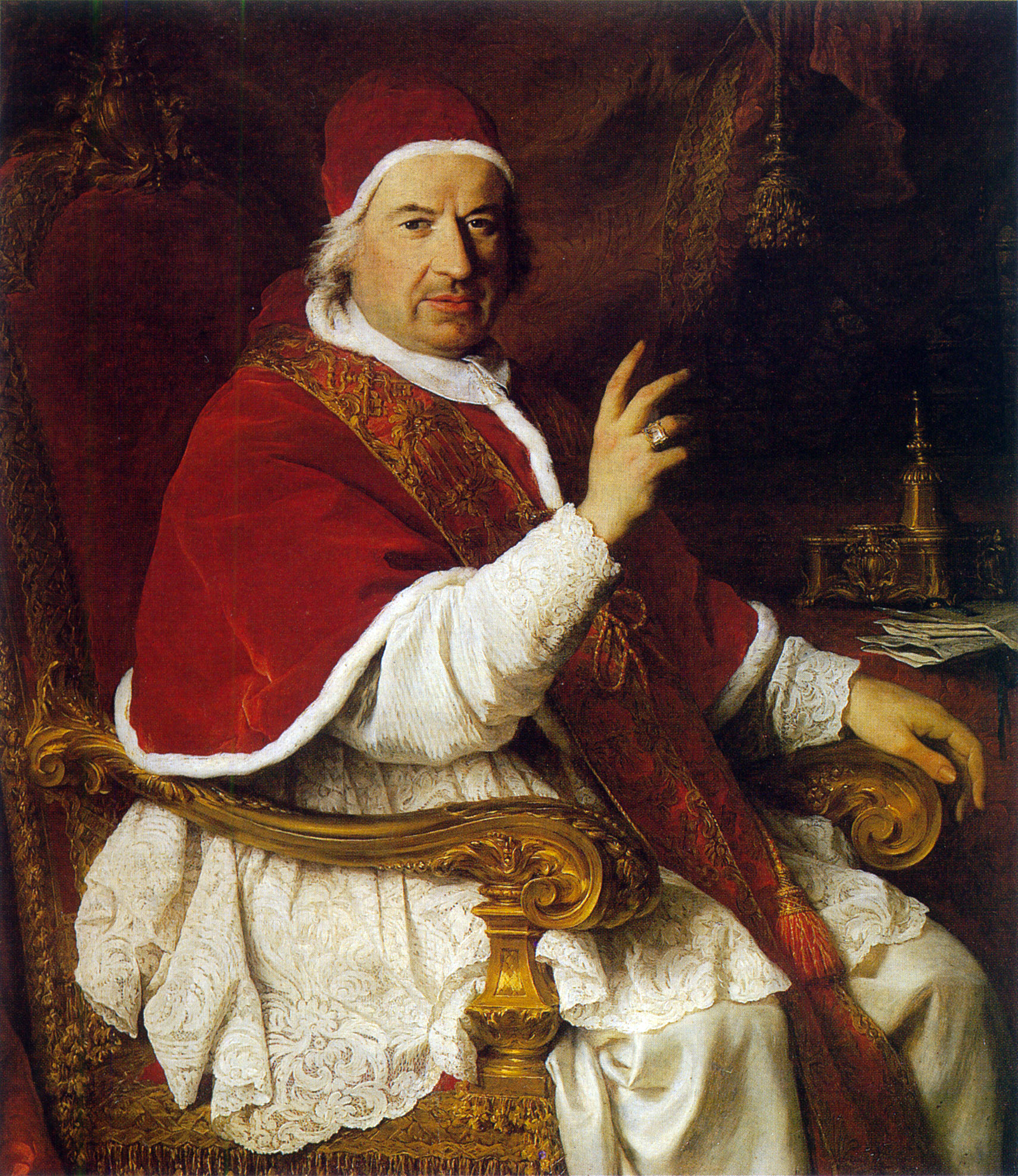
Benet XIV.

- Ratificació del Patronat reial.[2]
- Dret de presentació de bisbes.[2]
- Dret de provisió de rendes i beneficis.[1][2]
- Espolis i rendes de seus vacants corresponen a la Hisenda Reial.[5]

Correspon al papa:
- Renuncia al privilegi que eximia a les terres de l'Església de contribuir.[1]
- Es reserva la lliure elecció de 52 dignitats, fora del patronat reial.[5]